# ميل كينيون
ميل كينيون (بالإنجليزية: Mel Kenyon)‏ هو سائق سباق أمريكي، ولد في 15 أبريل 1933.